# Ђорђе Стрез Балшић
Ђурађ Стрез Балшић (умро после 1457) је био је био владар Мизије, области између Кроје и Љеша. Припадао је породици Балшић.

## Биографија
Ђурађ је са браћом Гојком и Јованом владао Мизијом, територијом која се простирала од Белог Дрима до Јадрана. Припадали су породици Балшић која је раније управљала Зетом. Постоје две претпоставке о пореклу Ђурђа и његове браће. Прва је да су деца Влајке Кастриот и Ђурђа Балшића, ванбрачног сина Ђурђа I Балшића (1362-1378). Ову претпоставку заступају Карл Хопф и Јован Музаки. Према Фану Ноли, Јован је био син Јеле Кастриот и Павла Балшића. У оба случаја, Ђурађ би био Скендербегов нећак.
Браћа Балшић били су једни од оснивача Љешке лиге. Савез албанских племића основан је 2. марта 1444. године од стране: Леке Захарије (господара Дања и Сатија), његових вазала Павла и Николе Дукађинија, Петра Спанија (господара Дришта), Леке Душманија (господара Малог Пулта), Андреа Топије (господара области између Драча и Тиране), његовог нећака Тануша Топије, Ђорђа Аријанита Комнина, Теодора Короне Мусашија и Стефана Црнојевића (господара Горње Зете).
Године 1451, након што је Алфонсо V потписао споразум у Гаети са Скендербегом, потписао је сличне споразуме са Ђурђем и осталим арбанашким великашима. Ђурђ је био један од великаша који су отказали послушност Скендербегу. Према Фану Ноли, Ђурађ је издао Скендербега тиме што је тврђаву Модрица којом је управљао продао Турцима (прилеће 1457. године).